# La Déesse du printemps
Pour plus de détails, voir Fiche technique et Distribution.
La Déesse du printemps (The Goddess of Spring) est un court métrage d'animation américain de la série des Silly Symphonies réalisé par Walt Disney, pour United Artists, sorti le 3 novembre 1934. Le film se base sur l'Hymne homérique à Déméter.

## Synopsis
La Terre et Perséphone vivent dans un lieu d'éternel beauté où règne toujours le printemps, entourées par des animaux et des elfes. Mais Hadès, dieu des enfers, kidnappe Perséphone et l'emmène parmi ses démons. La Terre sans Perséphone sombre dans un hiver glacial. Pour résoudre le problème, la Terre et Hadès se partagent Perséphone la moitié de l'année, créant le cycle des saisons.

## Fiche technique
- Titre original : The Goddess of Spring
- Titre français : La Déesse du printemps
- Série : Silly Symphonies
- Réalisateur : Wilfred Jackson
- Scénario[1] : Bill Cottrell d'après le mythe grec l'Hymne homérique à Déméter
- Animateurs[1] : Cy Young, Hamilton Luske, Leonard Sebring, Clyde Geronimi, Les Clark,  Dick Huemer, Art Babbitt, Ugo D'Orsi, Woolie Reitherman, Frenchy de Trémaudan, Louie Schmitt
  - Conception des personnages : Albert Huerter
- Producteur : Walt Disney
- Production : Walt Disney Productions
- Distributeur : United Artists
- Date de sortie [2]: 3 novembre 1934
- Autres Dates[1] :
  - Annoncée : 3 novembre 1934
  - Dépôt de copyright : 24 octobre 1934
  - Première à Los Angeles : 22 au 28 novembre 1934 au Grauman's Chinese Theatre et au Loew's State en première partie de We Live Again de Rouben Mamoulian
  - Première à New York : 1 au 14 novembre 1934 au Radio City Music Hall en première partie de We Live Again de Rouben Mamoulian
- Format d'image : Couleur (Technicolor
- Son : Mono (RCA Sound System)
- Musique [1]: Leigh Harline
  - Musiques originales : Goddess of Eternal Spring, Hi-de-Hades
- Durée : 9 min 38 s
- Langue : (en)
- Pays de production :  États-Unis

 Sauf indication contraire, les informations mentionnées dans cette section peuvent être confirmées par la base de données cinématographiques IMDb,  présente dans la section « Liens externes ».

## Commentaires
Ce film est l'une des premières tentatives des Studios Disney d'animer des personnages ayant un aspect humain.
Ce film comprend les personnages de Perséphone et Hadès/Pluton, mais ce dernier revêt ici un aspect graphique proche de Satan. Ce personnage se rapproche du Satan du court métrage Les Cloches de l'Enfer (1929).
Le personnage de Perséphone, œuvre de Hamilton Luske, a été fréquemment considéré comme un test graphique pour celui de Blanche-Neige dans Blanche-Neige et les Sept Nains (1937), mais son animation semble encore peu réaliste.